# Uwe Madeja
Uwe Madeja, né le 6 février 1959 à Berlin, est un céiste est-allemand pratiquant la course en ligne.

## Palmarès

### Jeux olympiques
- Médaille d'argent aux Jeux olympiques d'été de 1980 à Moscou en C-2 1 000 m avec Olaf Heukrodt[1].

### Championnats du monde
- Médaille d'argent aux Championnats du monde de course en ligne de canoë-kayak de 1981 à Nottingham en C-2 1 000 m avec Olaf Heukrodt
- Médaille de bronze aux Championnats du monde de course en ligne de canoë-kayak de 1982 à Belgrade en C-2 1 000 m avec Olaf Heukrodt
- Médaille de bronze aux Championnats du monde de course en ligne de canoë-kayak de 1985 à Malines en C-2 500 m avec Ulrich Papke